# Das Kunstwerk (Tschechow)

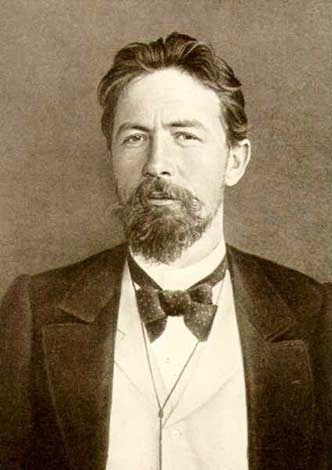
Anton Tschechow

Das Kunstwerk (russisch Произведение искусства, Proiswedenije iskusstwa) ist eine Kurzgeschichte des russischen Schriftstellers Anton Tschechow, die am 13. Dezember 1886 in der Wochenzeitschrift Oskolki erschien.

## Inhalt
Der Herr Doktor hat die alte Smirnowa und ihren einzigen Sohn Sascha von einer gefährlichen Krankheit geheilt. Anstelle des Honorars bekommt der Arzt von den beiden Geheilten eine alte Bronze geschenkt. Ein schönes Stück, meint der Mediziner, doch er muss den Leuchter aus Rücksicht auf gewisse Patienten an seinen Freund, den Rechtsanwalt, weiterverschenken. Letzterer hat dasselbe moralische Problem wie sein Freund. Patienten und Klienten – zum Beispiel Damen mit Kindern – könnten von den „zwei weiblichen Figuren im Evakostüm“ abgeschreckt oder sogar vertrieben werden. Der Jurist verschenkt die Bronze dem Komiker Schaschkin. Der Beschenkte hat in seiner Künstler-Garderobe gleich nach der Schenkung Zulauf von Männern. Deren Getöse erinnert an Pferdewiehern. Als Schaschkin mitunter an die Garderobentür klopfende Damen abweisen muss, weiß er nicht weiter. Sein Friseur rät, er sollte den Leuchter an die alte Smirnowa veräußern. Die kenne in der Vorstadt jeder und kaufe solche Bronzen an.
Am übernächsten Tag betritt der oben genannte einzige Sohn der Smirnowa mit dem Kunstwerk das Sprechzimmer des Arztes. Sascha ruft aus: „Stellen Sie sich meine Freude vor! Zu unserem Glück ist es uns gelungen, ein Gegenstück zu Ihrem Leuchter aufzutreiben!“

## Verfilmung
- 1959 Mosfilm, Sowjetunion: Das Kunstwerk[3]. Kurzfilm von Mark Kowaljow[4] mit Jewgeni Leonow als Sascha.

## Verwendete Ausgabe
- Gerhard Dick (Hrsg.), Wolf Düwel (Hrsg.): Anton Tschechow: Gesammelte Werke in Einzelbänden: Das Kunstwerk. S. 602–607 in: Gerhard Dick (Hrsg.): Anton Tschechow: Vom Regen in die Traufe. Kurzgeschichten. Aus dem Russischen übersetzt von Ada Knipper und Gerhard Dick. Mit einem Vorwort von Wolf Düwel. 630 Seiten. Rütten & Loening, Berlin 1964 (1. Aufl.)[5]